# Il ritorno delle gru
anche se qualcuno di essi non se n'è accorto»
(Tratto dalla dedica dell'autore)
Il ritorno delle gru (Shibumi, in lingua originale) è un romanzo scritto da Trevanian. Giudicato da molti come il suo miglior lavoro, è difficilmente inquadrabile in una ben determinata categoria.
A metà strada fra un thriller politico e un racconto d'azione, si caratterizza per il perfetto equilibrio raggiunto da tutti i suoi ingredienti.
Il titolo originale dell'opera riassume benissimo lo spirito del libro. Shibumi è una parola giapponese che non possiede una traduzione in italiano. Riguarda però il senso estetico e allude ad una grande raffinatezza sotto apparenze comuni. Il titolo italiano invece non rende giustizia alla complessità dell'opera e fa riferimento solo all'ultima parte del romanzo.
Nel 2011 ne è stato pubblicato un prequel, Satori, scritto da Don Winslow.

## Trama
Ambientato in un recente passato (dal 1930 al 1980 circa), tutto il romanzo segue il ritmo di una partita di go. Il libro è diviso in sei parti che riprendono idealmente le fasi del gioco:
- parte prima, fuseki: la fase iniziale della partita, quando il gioco si sviluppa in tutta la scacchiera;
- parte seconda sabaki: tentativo di uscire da una posizione difficile in modo rapido e flessibile;
- parte terza seki: posizione neutrale in cui nessuno è in vantaggio, stallo;
- parte quarta uttegae: sacrificio di un pezzo, gambetto;
- parte quinta shicho: attacco senza quartiere;
- parte sesta tsuru no sugomori: "le gru tornano al nido", abile manovra con cui si catturano i pezzi nemici.

Nella prima parte del libro vengono presentati gli antefatti della storia e vengono introdotti i personaggi. 
Il personaggio principale è Nicholai Hel, un uomo di origini occidentali ma educato agli ideali orientali (vive l'infanzia a Shanghai e l'adolescenza in Giappone) è una figura affascinante.
(Dalla quarta di copertina dell'edizione italiana)

## Nella cultura di massa
Nel romanzo il protagonista è esperto di un'arte di combattimento chiamata "il nudo uccidere". Un sistema che permette di utilizzare i comuni oggetti di uso quotidiano come armi mortali. Nell'edizione italiana del romanzo viene riportata questa nota:
(Nota dell'Autore ne Il ritorno delle gru)
Il libro ricorre come citazione in alcuni film: in John Wick una delle guardie viene vista leggere il romanzo;
nel film Bullet Train Prince legge questo libro.

## Edizioni
- (EN) Trevanian, Shibumi, 1ª ed., New York, Outlet, 1979.

- Trevanian, Il ritorno delle gru, traduzione di Vincenzo Mantovani, Bompiani, 1980, ISBN 88-452-5215-9.